# Wolfdietrich Barmwoldt
Wolfdietrich Barmwoldt (* 10. März 1941 in Schwaan) ist ein deutscher Ingenieur, Seemann und Pädagoge.

## Werdegang
Nach einer Ausbildung zum technischen Offizier an der Berufsakademie des Fischkombinates Rostock wirkte Barmwoldt über dreißig Jahre in der maritimen Jugendarbeit. Ende der 1980er-Jahre leitete er den Umbau eines Frachtschiffs zum maritimen Jugendzentrum. Seit Anfang der 1990er-Jahre war er Geschäftsführer und später Vorsitzender des Vereins Jugendschiff Likedeeler in Rostock, der den Betrieb des einzigen schwimmenden Schullandheims in Deutschland sicherstellt. Der Verein fördert außerdem die offene maritime Kinder- und Jugendarbeit, die Durchführung von Projekttagen für Rostocker Schulen sowie den Erhalt des maritimen Erbes der Hansestadt Rostock. Für seine Verdienste um die Kinder- und Jugendarbeit wurde Barmwoldt 2018 von Ministerpräsidentin Manuela Schwesig mit dem Bundesverdienstkreuz am Bande ausgezeichnet.

## Ehrungen
- Bundesverdienstkreuz am Bande (14. November 2018)[4]